# Elaphoglossum ballardianum
Elaphoglossum ballardianum là một loài dương xỉ trong họ Dryopteridaceae. Loài này được Biswas mô tả khoa học đầu tiên năm 1939.
Danh pháp khoa học của loài này chưa được làm sáng tỏ. 